# Out of the Game
| Recensione | Giudizio |
| ---------- | -------- |
| AllMusic   |          |

Out of the Game è il settimo album discografico in studio del cantautore canadese Rufus Wainwright, pubblicato nel 2012.

## Il disco
L'album, prodotto da Mark Ronson, si avvale di diverse collaborazioni. Vi hanno partecipato infatti tra l'altro la sorella di Rufus, Martha Wainwright, Thomas "Doveman" Bartlett, il batterista Andy Burrows, il chitarrista Nels Cline, alcuni membri dei The Dap-Kings, il polistrumentista Sean Lennon, il gruppo Wilco, Andrew Wyatt dei Miike Snow, e Nick Zinner degli Yeah Yeah Yeahs.
Le registrazioni sono iniziate a New York nel maggio 2011 e si sono concluse nel dicembre dello stesso anno.

## Tracce
1. Out of the Game – 4:06
2. Jericho – 3:44
3. Rashida – 3:00
4. Barbara – 3:56
5. Welcome to the Ball – 3:26
6. Montauk – 3:57
7. Bitter Tears – 3:32
8. Respectable Dive – 4:55
9. Perfect Man – 3:58
10. Sometimes You Need – 3:21
11. Song of You – 4:51
12. Candles – 7:42

Bonus track iTunes
1. WWIII (coscritta da Guy Chambers) - 3:56

## Classifiche
| Classifica (2012)                   | Posizione raggiunta |
| ----------------------------------- | ------------------- |
| Australia                           | 38                  |
| Austria                             | 32                  |
| Belgio (Fiandre)                    | 26                  |
| Canada                              | 11                  |
| Danimarca                           | 5                   |
| Germania                            | 22                  |
| Paesi Bassi                         | 12                  |
| Norvegia                            | 29                  |
| Portogallo                          | 17                  |
| Spagna                              | 34                  |
| Svezia                              | 43                  |
| Svizzera                            | 59                  |
| Regno Unito (Official Albums Chart) | 5                   |